# Индийская гигантская белка
Индийская гигантская белка, или индийская белка, или индийская ратуфа (лат. Ratufa indica) — вид грызунов рода гигантские белки. Это крупная травоядная древесная белка, в природе обитающая в Индии. Как правило, ведёт дневной образ жизни.

## Ареал и местообитание
Это вид, эндемичный смешанным, лиственным, влажным вечнозелёным лесам полуострова Индостан. На севере ареал ограничен холмами Сатпура штата Мадхья-Прадеш (около 20° северной широты). По карте распространения этого вида можно заметить, что эти зверьки живут небольшими, изолированными друг от друга группами, создавая тем самым благоприятные условия для видообразования. Белки, обнаруженные в каждом из этих мест, отличаются своей особенной цветовой гаммой, что позволяет определить, откуда родом каждый экземпляр. Идут споры, стоит ли рассматривать такие подвиды с разной окраской шерсти в качестве самостоятельных видов.

## Биологическое описание
Цветовая гамма меха индийских гигантских белок состоит из двух или трёх цветов. Это могут быть: кремово-бежевый, тёмно-жёлтый, желтовато-коричневый, коричневый или даже тёмно-коричневый. В районе спины и хвоста индийские гигантские белки могут иметь синий и бордовый оттенки меха. Нижняя поверхность тела и передние ноги кремовые, голова может быть коричневой или бежевой, однако между ушами имеется отличительное белое пятно. Длина головы и тела у взрослого животного около 36 см, хвост же имеет длину около 61 см. Взрослая особь весит около 2 кг.

## Поведение
Индийские гигантские белки живут в верхнем ярусе леса и редко покидают деревья. Они перепрыгивают с дерева на дерево, преодолевая при этом около 6 м. В опасности эти белки не убегают, а словно бы «зависают» и прижимаются к стволам деревьев. Главные враги — хищные птицы и леопарды. Основная активность приходится на ранние утренние и вечерние часы, в полдень белки отдыхают. Это застенчивые, осторожные животные, и обнаружить их не так-то легко.

## Размножение
Индийские гигантские белки живут в одиночку или парами. Они строят большие шарообразные гнёзда из веток и листьев на тонких ветвях, делая их недоступными для крупных хищников. Во время засушливого сезона эти гнёзда становятся хорошо заметными. Отдельная особь строит несколько гнёзд на небольшом участке, используя некоторые из них для сна, другие — для размножения. Разведение в неволе двухцветной белки, близкого родственника индийских гигантских белок, показало, что детёныши рождаются в марте, апреле, сентябре и декабре. В Канаре в марте была замечена особь с детёнышами.

## Охрана
По данным МСОП, современное состояние популяции вида оценивается как близкое к уязвимому. В западном индийском штате Махараштра, в округе Пуна около города Амбегаона и техсила Кхед расположен заповедник Бхимашнакар. Целью его создания, главным образом, была защита местообитаний индийской гигантской белки. Его площадь составляет 130 км², и он является частью Западных Гхат. Заповедник был создан в 1984 году.

## Подвиды
Среди биологов существуют разногласия относительно выделения подвидов вида Ratufa indica. Согласно некоторым источникам, их 4, по другим — 5. Это разделение основано на двух основных исследовательских линиях, проведённых ещё в XVIII веке. Однако, согласно последним данным, подвид R. i. dealbata исчез в провинции Гуджарат, поэтому сейчас насчитывается 4 подвида, однако впоследствии может оказаться, что их и вовсе только 3. Подвиды и выделившие их учёные приведены в таблице:
| Подвиды Ratufa indica |                |  |                   |                                     |
| Список 5 подвидов     | Ellerman, 1961 |  | Список 4 подвидов | Moore and Tate (1965)               |
| R. i. indica          | Erxleben, 1777 |  | R. i. indica      | Erxleben, 1777                      |
| R. i. centralis       | Ryley, 1913    |  | R. i. centralis   | Ryley, 1913                         |
| R. i. maxima          | Schreber, 1784 |  | R. i. maxima      | Schreber, 1784                      |
| R. i. superans        | Ryley, 1913    |  | R. i. dealbata    | Blanford, 1897 (считается вымершим) |
| R. i. bengalensis     | Blanford, 1897 |  |                   |                                     |

Некоторые биологи полагают, что существует 8 подвидов. Это основано на том, что существует 8 основных схем окраски. Другие, наоборот, считают, что некоторые подвиды должны приобрести статус вида. Эта неопределённость сохраняется уже более века, и нет никаких признаков того, что этот вопрос будет решён в ближайшее время. Это полезно учитывать, чтобы избежать возможной путаницы при чтении научной литературы.
Ниже приведено описание некоторых подвидов:
- Ratufa indica indica (Erxleben, 1777)
- Ratufa indica centralis (Ryley, 1913) тёмно-жёлтые или ржавого цвета. Обитает в сухих тропических лиственных лесах в Центральной Индии, около города Хошангабада.
- Ratufa indica dealbata (Blanford, 1897) тёмно-жёлтого или желтовато-коричневого цвета, обитает в тропических влажных лиственных лесах около Данга.
- Ratufa indica maxima (Schreber, 1784) может быть тёмно-коричневого, желтовато-коричневого, бежевого или более тёмного цвета. Живёт в тропических влажных вечнозелёных лесах Малабарского берега.
- Ratufa indica superans (Ryley, 1913) — тёмно-коричневого, жёлто-коричневого или бежевого цвета.
- Ratufa indica bengalensis (Blanford, 1897) живёт в тропических полувечнозелёных лесах гор Брахмагири в Кодагу до Ориссы на берегу Бенгальского залива.

## Фотогалерея

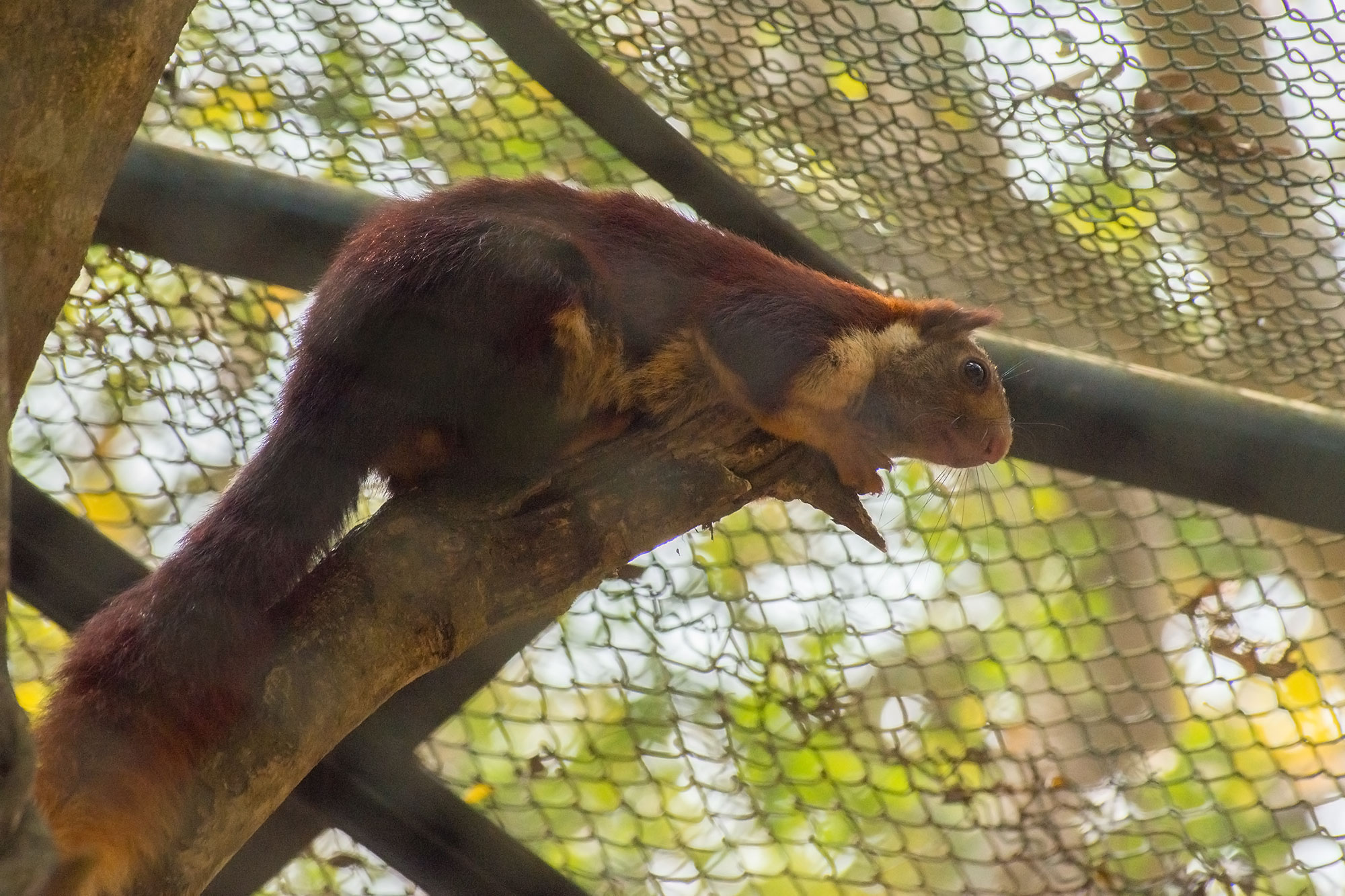
Гигантская индийская белка в заповеднике Шимога (Карнатака, Индия)
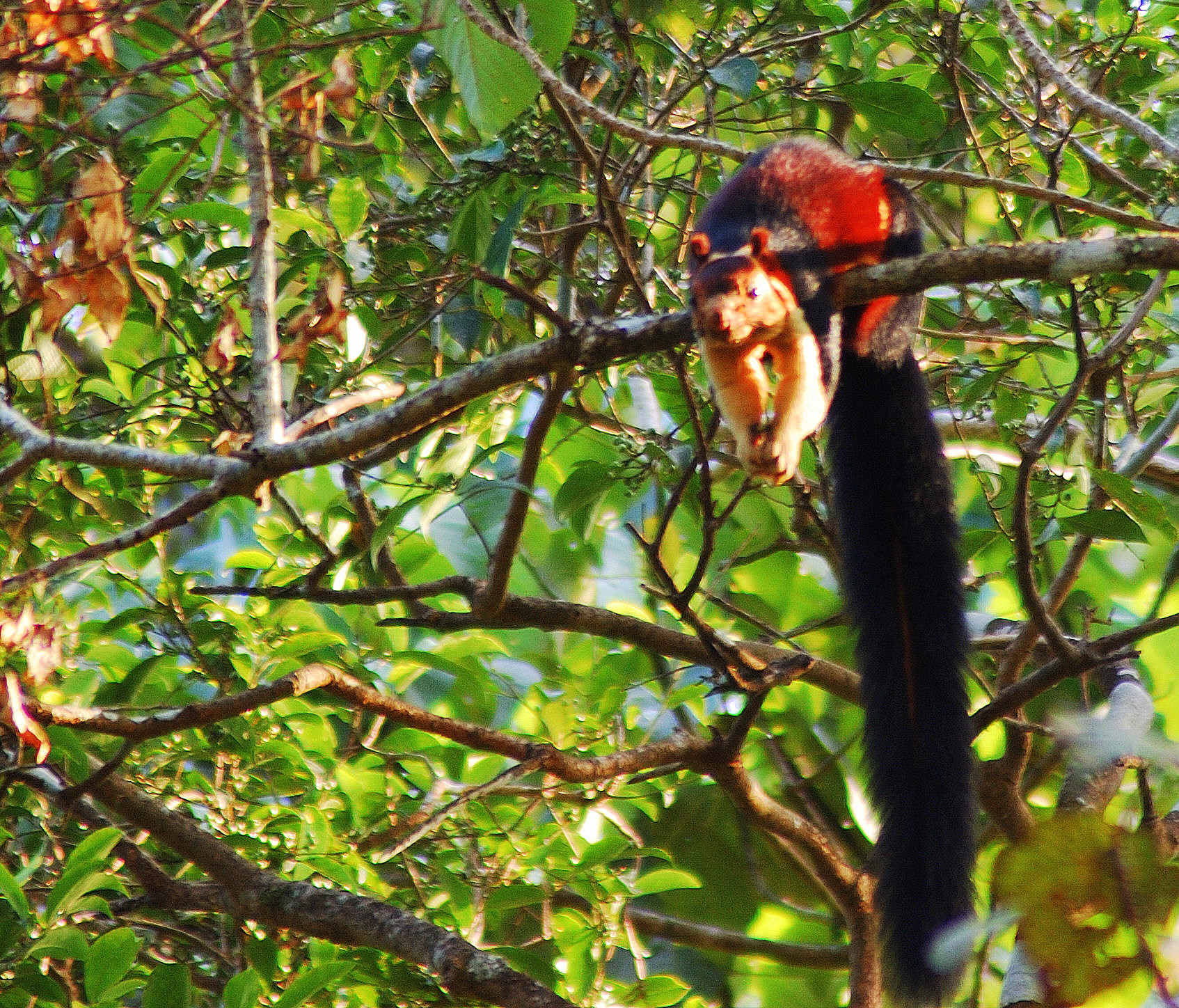
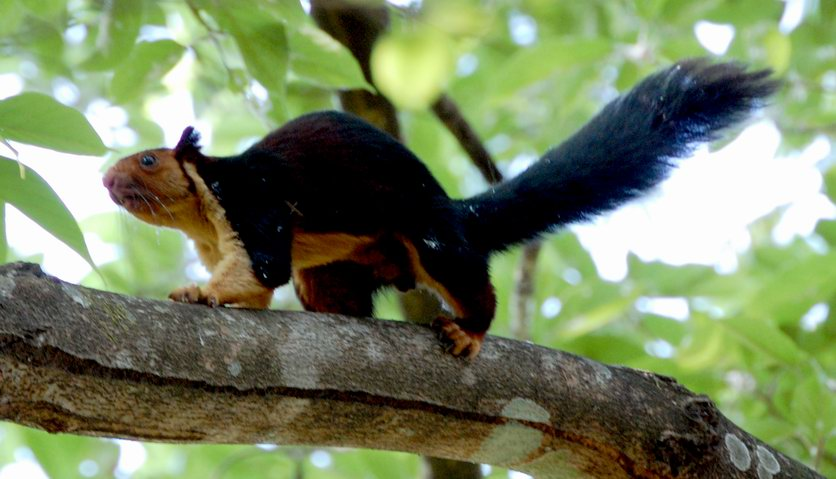
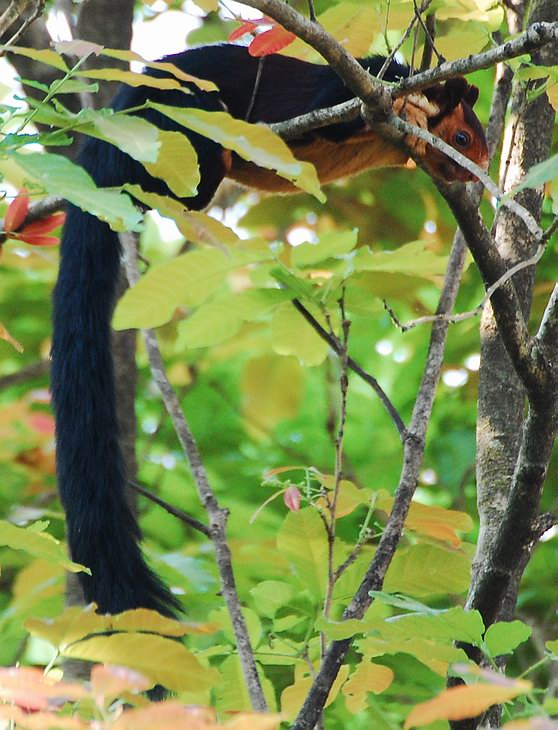
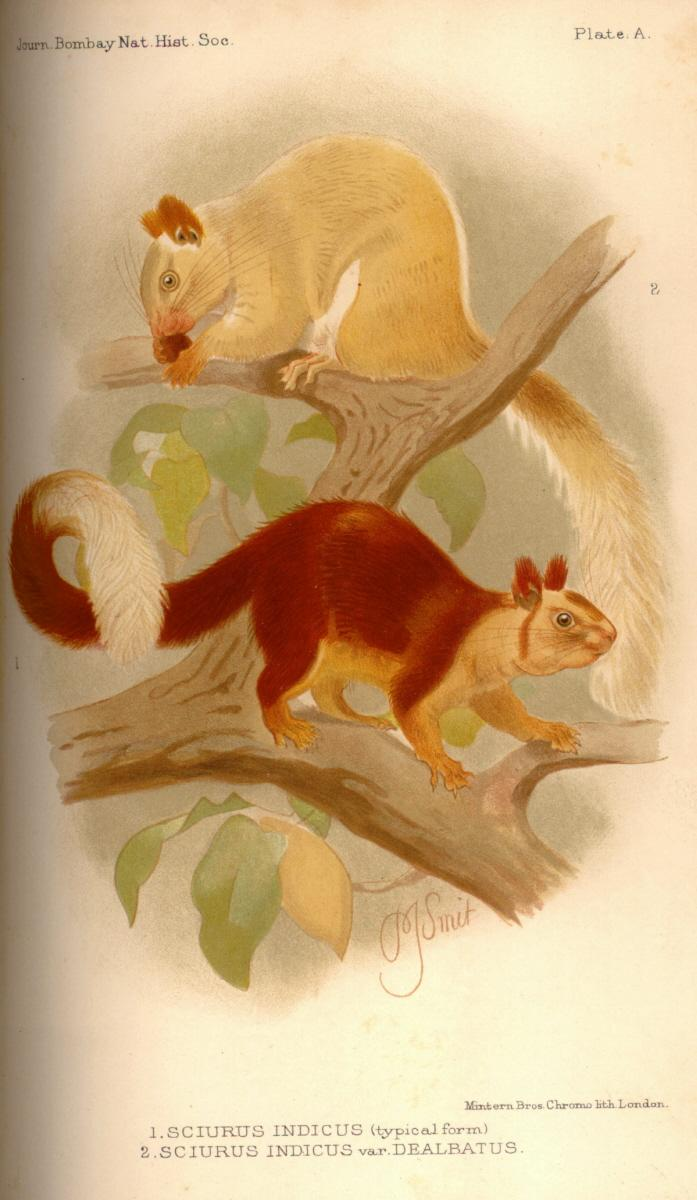
Ratufa indicus dealbatus сверху, Ratufa indicus typicus снизу
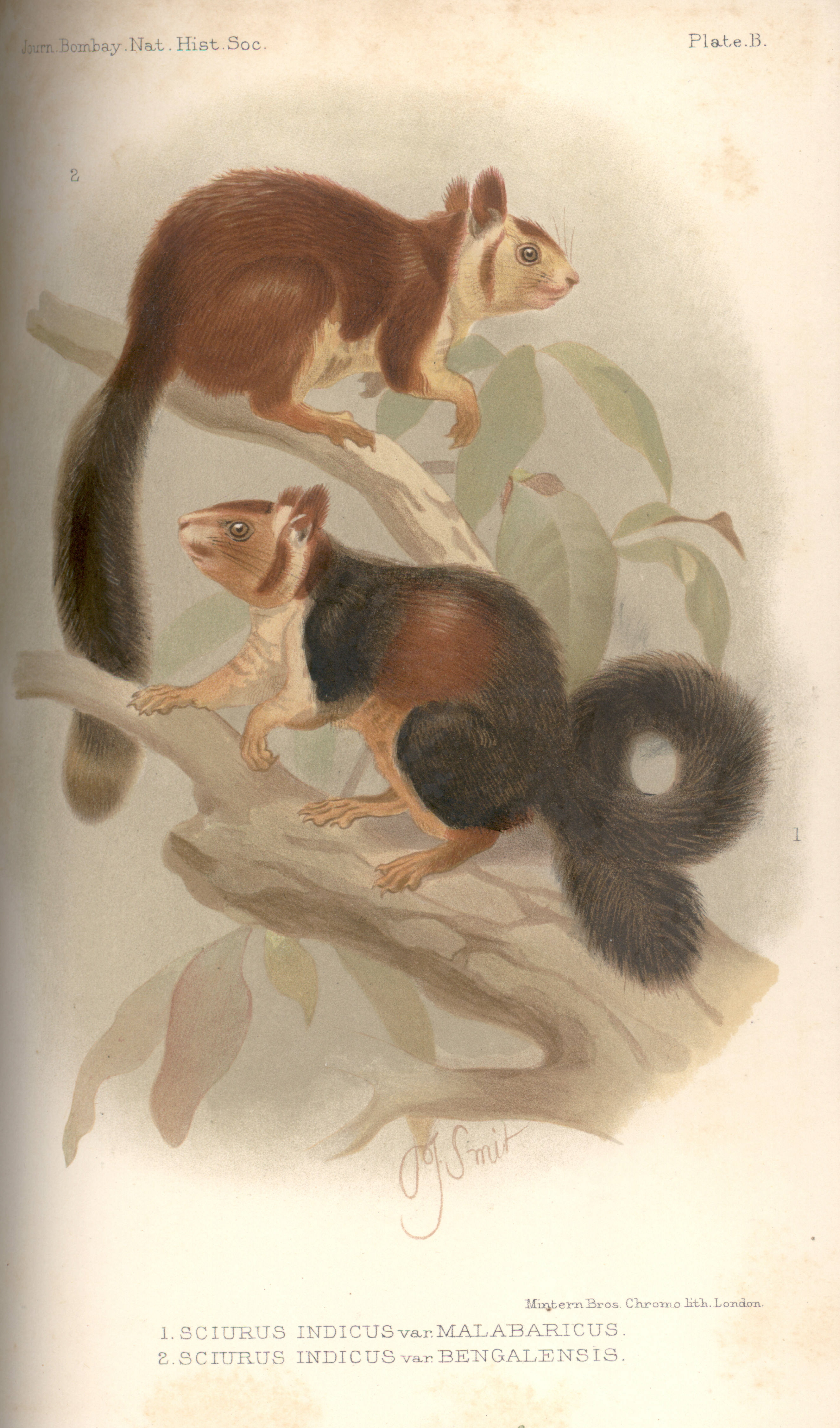
Ratufa indicus bengalensis сверху, Ratufa indicus malabaricus снизу